# Losy nie wymyślone
Losy nie wymyślone – antologia wybranych reportaży polskich z lat 1951–1979, wydana przez redakcję literatury reportażowej Państwowego Wydawnictwa "Iskry" w 1980 r., w nakładzie 14110 egzemplarzy (ISBN 83-207-0131-7). Przekrojowy zbiór tekstów "polskiej szkoły reportażu", publikowanych po II wojnie światowej w książkach reporterskich, lub na łamach prasy. Zamieszczone w antologii teksty reporterskie są częściowo powtórzeniem zawartości wcześniejszych antologii reportażu "Iskier" (m.in. Wejście w kraj. Antologia reportaży z lat 1944–1964, wyd. 1966).
Wybór i opracowanie: Krystyna Goldbergowa.

## Autorzy antologii
- Edmund Jan Osmańczyk, Kapitulacja III Rzeszy
- Maria Dąbrowska, Pielgrzymka do Warszawy
- Jan Gerhard, W Bieszczadach wojna trwa
- Jerzy Janicki, Kożuchy przychodzą się leczyć
- Józef Kuśmierek, Miłość w spółdzielni produkcyjnej
- Jacek Stwora, Brygada
- Marian Brandys, Tajemnice Nałęczowa
- Zbigniew Stolarek, Reporterskie wczasy
- Janusz Roszko, Trumna Salamona
- Melchior Wańkowicz, Nasz kamienica
- Krzysztof Kąkolewski, Mieszczanin wrocławski
- Romuald Karaś, Powroty
- Maria Jarochowska, I pałac popłynie...
- Stefan Kozicki, Pani doktor
- Ryszard Kapuściński, Wydma
- Klemens Krzyżagórski, Czterdziesty Szósty kłamie
- Olgierd Budrewicz, Sądy
- Edward Hołda, Toast
- Barbara Seidler, Awaria
- Aleksander Rowiński, I stało się dobro – czy zło?
- Andrzej Mularczyk, Początek tematu
- Wojciech Giełżyński, Seweryna Wysłoucha szkoła profesorów
- Małgorzata Szejnert, Restituta nasza powszednia
- Jerzy Ambroziewicz, Swój
- Janusz Rolicki, Śmierć za dwa tysiące złotych
- Anna Strońska, Pożegnanie z Kawińską
- Ryszard Wójcik, Coś się kończy
- Hanna Krall, Sześć odcieni bieli
- Wojciech Adamiecki, Ludwina: moje życie
- Jacek Snopkiewicz, Zderzenie z brzytwą
- Helena Kowalik, Pod kloszem
- Marta Wesołowska, Ssanie do przodu
- Kazimierz Dziewanowski, Głosy w lesie
- Jerzy Lovell, Kariery młodych